# 허비 (가수)
허비(許飛, Xu Fei, 1985년 11월 11일 ~ )는 어린 시절부터 음악에 매료되었다. 부모님들은 허비가 음악을 하는 것에 부정적이었으나 그녀는 음악 업계에서 기회를 찾고 음악적으로 성장하려고 노력하였다. 그녀는 북경의 예술 학교에서 3동안 지냈다.
허비는 2006년 초급여성비새(超級女聲比賽)에 참가하여 산책(漫步)이란 곡으로 입상하였다.
2008년에 첫 앨범 흡허동학년소(恰許同學年少)을 발표하였다. 진성, 조지평등 유명한 제작자들이 처음으로 같이 손을 잡고 앨범 제작에 참여하였다. 타이틀 곡은 담담적가(淡淡的歌)이다.
2007년 허비는 청룽(성룡)이 제작한 영화 비행일기(飛行日誌)에 출현하였다.

## 앨범
- 2008년 恰許同學年少, 흡허동학년소